# Эльгурт, Иосиф Шмул-Аронович
Иосиф Шмул-Аронович Эльгурт (12 февраля 1924, Кишинёв, Бессарабия — 29 ноября 2007, Рига, Латвия) — латвийский художник, мастер шелкографии.

## Биография
Иосиф Эльгурт родился в Кишинёве в семье гравёра Шмила-Арона Эльгурта, владельца гравёрно-ювелирной мастерской на ул. Пушкина, 36, в которой занимались изготовлением медалей, печатей и матриц. Получил традиционное еврейское образование; в 1934—1938 годах учился в румынской гимназии, в 1939—1941 годах — в кишинёвском художественном училище у Ш. Г. Когана. В 1941 году был вместе с семьёй депортирован румынской оккупационной армией в гетто Транснистрии, где вся его семья погибла. После освобождения в 1944 году вернулся в Кишинёв и в 1951 году окончил городское художественное училище.
С 1952 года жил в Риге, где в 1958 году окончил Латвийскую государственную академию художеств по отделению графики Арвида Эгле и Петериса Упитиса. Персональные выставки проходили в Латвии, Германии, Франции, Швейцарии, США.